# 托福尔
托福尔（Tofol）是密克罗尼西亚联邦科斯雷州莱卢市的一个城市，并且是科斯雷州的首府。

## 位置
托福尔位于莱卢岛正西南方的科斯雷岛。